# Карел Ербен
Заједно с Боженом Њемцовом Карел Ербен (чеш. Karel Jaromír Erben) се убраја у најзначајније чешке писце бајки. Рођен је у Милетину 7. новембра 1811. године. Отац му је био обућар. Будући писац је толико био жељан знања да је 1837. дипломирао на чувеном Прашком универзитету.
Бавио се фолклором чешког и осталих славенских народа и о томе писао књиге. Од 1841. до 1845. године Карел Ербен је издао три књиге „Чешких народних пјесама“. Значајна му је и књига „Сто народних словенских бајки и прича“.
Карел Ербен је и сам писао бајке по мотивима народних прича. Под утицајем народних пјесама објавио је књигу балада с насловом „Букет“.
Ербен је умро у Прагу 21. новембра 1870. године.